# Moraea herrei
Moraea herrei är en irisväxtart som först beskrevs av Harriet Margaret Louisa Bolus, och fick sitt nu gällande namn av Peter Goldblatt. Moraea herrei ingår i släktet Moraea och familjen irisväxter. Inga underarter finns listade i Catalogue of Life.